# ジョニー・トーリオ
ジョン・"パパ・ジョニー"・トーリオ(John "Papa Johnny" Torrio、1882年1月20日 - 1957年4月16日)は禁酒法時代のシカゴのギャングスター。ジョニー・ザ・フォックス（Johnny the Fox "キツネ" ）の愛称でも知られる。本名はジョヴァンニ・トッリオ(Giovanni Torrio)。シカゴ・アウトフィットとして知られる犯罪組織のボスだった。

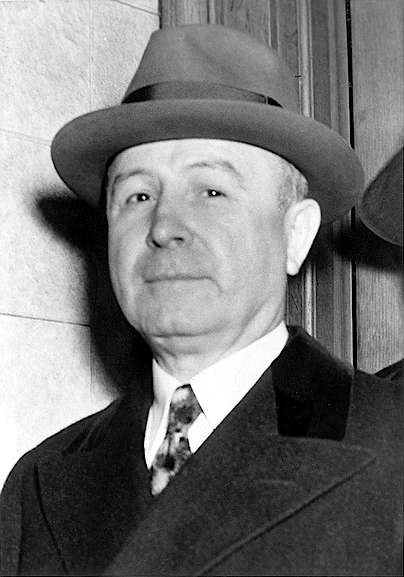
ジョニー・トーリオ

## 略歴
イタリアのバジリカータ州イルシーナに生まれ、2歳のときに母マリアとニューヨークに渡る（父親はそれ以前に事故で亡くなっている）。マリアは後にサルヴァトーレ・カプートと再婚する。トーリオの母と継父はトーリオがシカゴに移ってからもブルックリンに住み続けていた。晩年はイタリアへ帰り息子トーリオが建てた別荘に住み、召使が15人もいたという。
フランキー・イェールと共に、暗黒街におけるアル・カポネの育ての親。アル・カポネの息子のソニーの名付け親でもある。
小柄で、内気で、几帳面で、頭がよく紳士的で気前もよかった。また、ギャングスターとしては珍しく、煙草も酒も賭博もやらず、自分の売春宿の娼婦に手を出すこともなかった。ケンタッキー州出身のアイルランド系のアンナ・ジェイコブズと結婚しており、彼女は彼を崇拝していて「最高の、そして最愛の夫です」と断言していた。彼女は8歳年下で赤毛を持ち、知的で育ちの良い感じの女性だったという。トーリオは彼女と結婚するとレヴィ地区の中心部から少し町の外れの静かな場所に引っ越し、妻と落ち着いた生活を楽しんだ。マフィアのボスであっても家では良き夫であったトーリオの姿は部下であるカポネに大きな影響を与えた。
若い頃はニューヨーク市マンハッタンのローワー・イースト・サイド地区に暮らし、10代でファイブ・ポインツ・ギャングと繋がりを持った。
19歳の時にJ･T･マッカーシーという偽名でボクシングの興行を始め、八百長試合と賭け率を操り、一財産を築く。
最初はナンバーズで成功を収め、宝くじ専門のギャングスターとして通っていた。
まだ駆け出しのころのアル・カポネをコニーアイランドで幅をきかせていたフランキー・イェールに紹介した。
1920年代27歳の時に競争熾烈なブルックリンの街に見切りをつけ、シカゴの売春王ジェームズ・"ビッグ・ジム"・コロシモの下で働く。コロシモの経営する売春宿「サラトガ」を支配人として任せられ、組織の基礎を作る。彼は売春宿の管理を徹底し、中には8時間の3交代制で60名の娼婦が交代勤務で対応し、店を回していた所もあったという。
その後、トーリオたちがやりたかった酒の密売にコロシモが反対していたため彼を殺すことを決める。殺害のとき、のちに殺人株式会社として知られるジョー・アドニスに1万ドルで依頼する。直接手を下したのはフランキー・イェールの部下だった。コロシモの葬儀のときに泣きながら「ビッグ・ジムと私は兄弟のようだった」と言っていた。（一般にはトーリオがコロシモの甥であるということになっているが、その関係を実証する証拠はない。）
禁酒法が実施されると彼の組織は、酒の密売から年間400万ドル、賭博からもほぼ同額、売春から200万ドルの利益を上げ、シカゴ郊外でも400万ドルの不当利益を得ていた。
ウィリアム・E・ディーヴァーがシカゴ市長になると政治改革が続くと考えて、トーリオ＝カポネ組は、事業の本部を西部郊外のシカゴと同じクック郡にあるシセロへと移すことにした。
そのころトーリオは年老いた母親をイタリアへ帰国させる。2人でイタリアへ旅立ち広大な屋敷に母を住まわせた。留守中はシセロの事業の管理をカポネに任せた。
1924年にダイオン・オバニオンからシーベン醸造所の持分を譲渡してもらうが、5月19日に警察の手入れが行われ逮捕される。オバニオンは事前に手入れが行われることを知りながらトーリオに譲渡した。オバニオンの裏切りに遭い逮捕されたことに怒り、カポネ、ジェンナ兄弟たちとオバニオン暗殺計画を立てる。そしてブルックリンからフランキー・イェールを呼び、1924年11月10日にオバニオン暗殺を実行。この暗殺で1万ドルと4カラットのダイヤの指輪を報酬としてイェールに出した(イェールはオバニオン殺害に関わっていないという説もある)。その後、オバニオンの部下に報復されるという恐怖心からかアーカンソー州ホットスプリングス、キューバ、バハマ諸島、フロリダと姿を消しながらも行く先々で多少の闇酒取引を済ませては逃げていた。
トーリオはシカゴで大きな政治力を発揮するが自分の地位を誇示することはなかった。ニューヨークにいたころと同じく、ひっそりとアパートでアンと暮らした。コロシモやカポネなどとは違い、自分の店の娼婦たちとは一切性的関係を持たなかった。毎晩かならず6時に帰宅し、丸腰で市内を動きまわった。
1925年1月24日、妻のアンと買い物から帰りアンが先に車を降りアパートの入り口に向かいトーリオが後ろにいた。その時、オバニオンの部下だったハイミー・ヴァイスとジョージ・"バグズ"・モランがトーリオの方に向かって銃を発砲した。胸と首に2発食らって路上に倒れて、もがき苦しんでいるところへ2人が近づきトーリオの右手と股間を撃ち、とどめの一発を撃とうと引き金を引くと薬室が空だった。結局2人は死にかけているトーリオをそのままにして逃走した。トーリオは救急車で病院に運ばれ、手術を受け一命を取り留めた。ベッドから起き上がれるようになった1925年2月9日に連邦裁判所でシーベン醸造所の手入れの件で5千ドルの罰金と9ヶ月の服役を命じられた。影響力を使い、トーリオは気楽な刑務所暮らしをした。そしてギャングスターとして引退する時期が来たのを覚悟し、カポネに組織を譲り渡した。一部資料によると、引退する時にカポネから10年間利益の25％をもらい、カポネの相談には乗るという約束をしたという。
1929年に静かな引退生活をしていたが、アトランティックシティで行われた暗黒街の会議に顔を出す。カポネたちとニューヨーク・ギャングのラッキー・ルチアーノら両方と友好関係を持つトーリオはこの会議で中心的な役割をしたと言われている。全米犯罪シンジケート}は彼の提案により発足した。その後はルチアーノ・ファミリーの非公式なアドヴァイザーとなる。
1938年、ニューヨーク市北方のホワイト・プレインズで隠居生活を送っていた。そのころ連邦政府はトーリオをカポネと同じように脱税で立件しようと準備していた。1939年1月に脱税で有罪を認め、レブンワース刑務所に2年半服役した(このとき脳梅毒を悪化させていたカポネがトーリオのことを話したとも言われている)。
出獄したトーリオは一度故郷のイタリアで暮らすが、ムッソリーニがギャングを徹底的に取り締まっていた時期だったので、再びアメリカに戻ることにした。その後ニューヨークで暮らしラッキー・ルチアーノやマイヤー・ランスキーらに手を貸し彼らの力になった。　
1957年4月16日、トーリオは床屋で散髪中に心臓発作で倒れ、病院で75歳の生涯を閉じた。遺体は、ブルックリンのグリーン･ウッド墓地に埋葬された。マスメディアが彼の死に気付いたのは葬儀から3週間後のことであった。